# Karl Karas
Karl Maria Karas (* 24. November 1890 in Graz, Österreich-Ungarn; † 30. Oktober 1963 in Darmstadt) war ein deutscher Mechaniker und Hochschullehrer.

## Leben
Karas war der Sohn des Kunstglasätzers Karl Friedrich Karas. Nach dem Besuch der Volksschule, des Gymnasiums und der Technischen Hochschule in Graz studierte er Mathematik und Physik an der dortigen Universität. 1915 rückte er zum Militär ein und wurde während des Ersten Weltkrieges einseitig taub, so dass er noch im gleichen Jahr als Landsturm-Ingenieur in die Kriegsproduktion der Škoda-Werke nach Pilsen versetzt wurde, wo er bis Kriegsende 1918 tätig war. Sein Studium setzte er daraufhin in Brünn und danach in Graz fort. 1921 promovierte er zum Dr. techn. und 1925 wurde er Privatdozent für Technische Mechanik an der Deutschen Technischen Hochschule Brünn. 1936 erfolgte seine Berufung zum beamteten außerordentlichen Professor für Mechanik an die Deutsche Technische Hochschule Prag; 1941–1945 wirkte er als Ordinarius an der TH Prag. Von 1943 bis 1945 war er ordentliches Mitglied der Deutschen Akademie der Wissenschaften in Prag.
Karas war Mitglied mehrerer Turnvereine und trat in der Tschechoslowakei der DNVP bei, der er bis zu deren Auflösung angehörte. Am 25. April 1939 beantragte er die Aufnahme in die NSDAP und wurde rückwirkend zum 1. April desselben Jahres aufgenommen (Mitgliedsnummer 7.134.632). Er war auch förderndes Mitglied der SS.
Nach dem  Ende des Zweiten Weltkrieges und der Wiedergründung der Tschechoslowakei erfolgte 1945 seine Entlassung aus dem Universitätsdienst und wenig später die Ausweisung. Er ließ sich in der späteren Bundesrepublik Deutschland nieder, wo er 1949 eine Professur an der Technischen Hochschule Darmstadt erhielt und 1963 in Darmstadt starb.

## Schriften (Auswahl)
- Die kritischen Drehzahlen wichtiger Rotorformen. Wien 1935.
- Die Kinematik des wachsenden Blattes. Wien, Leipzig 1936.
- Die Eigenschwingungen […] Leipzig, Wien 1936.